# 聖克魯斯 (伯南布哥州)
聖克魯斯（葡萄牙語：Santa Cruz），是巴西的城鎮，位於該國東北部，由伯南布哥州負責管轄，始建於1915年1月23日，面積1,255.91平方公里，海拔高度515米，2014年人口14,675，人口密度每平方公里11.68人。